# Pinus tabuliformis
Espèce
Statut de conservation UICN

 LC  : Préoccupation mineure
Pinus tabuliformis est une espèce de conifères de la famille des Pinaceae. Originaire des provinces du Nord de la Chine, cette espèce est parfois nommée pin rouge de Chine. En mandarin, ce conifère est appelé 油松 (pinyin : yóusōng), ce qui signifie littéralement « pin huileux ».

## Liste des sous-espèces, variétés et formes
Selon Catalogue of Life (19 juin 2013) :
- variété Pinus tabuliformis var. mukdensis
- variété Pinus tabuliformis var. tabuliformis
- variété Pinus tabuliformis var. umbraculifera T. N. Liou & Q.L. Wang

Selon World Checklist of Selected Plant Families (WCSP) (19 juin 2013) :
- Pinus tabuliformis Carrière, Traité Gén. Conif. (1867)
  - variété Pinus tabuliformis var. mukdensis (Uyeki ex Nakai) Uyeki (1925)
  - variété Pinus tabuliformis var. tabuliformis
  - variété Pinus tabuliformis var. umbraculifera Liou & Z.Wang (1958)

Selon NCBI (19 juin 2013) :
- variété Pinus tabuliformis var. henryi
- variété Pinus tabuliformis var. tabuliformis

Selon Tropicos (19 juin 2013) (Attention liste brute contenant possiblement des synonymes) :
- sous-espèce Pinus tabuliformis subsp. henryi (Mast.) Businsky
- sous-espèce Pinus tabuliformis subsp. mukdensis (Uyeki ex Nakai) Businsky
- variété Pinus tabuliformis var. bracteata Takenouchi
- variété Pinus tabuliformis var. brevifolia S.Y. Wang & C.L. Chang
- variété Pinus tabuliformis var. densata (Mast.) Rehder
- variété Pinus tabuliformis var. henryi (Mast.) C.T. Kuan
- variété Pinus tabuliformis var. mukdensis (Uyeki ex Nakai) Uyeki
- variété Pinus tabuliformis var. pygmaea (J.R. Xue) Silba
- variété Pinus tabuliformis var. ruibescens Uyeki
- variété Pinus tabuliformis var. tabuliformis
- variété Pinus tabuliformis var. tokunagai (Nakai) Takenouchi
- variété Pinus tabuliformis var. umbraculifera Liou & Z. Wang
- variété Pinus tabuliformis var. yunnanensis (Franch.) Dallim. & A.B. Jacks.
- forme Pinus tabuliformis fo. densa Q.Q. Liu & H.Y. Ye
- forme Pinus tabuliformis fo. jeholensis Liou & Z. Wang
- forme Pinus tabuliformis fo. purpurea Liou & Z. Wang